# Monumenta Moraviae et Silesiae sepulchralia
Monumenta Moraviae et Silesiae sepulchralia (MMSS) je soupis sepulkrálních památek na území Moravy a moravského Slezska. Na jeho počátku stojí prof. Miloslav Pojsl, je garantován Katedrou církevních dějin a dějin křesťanského umění Cyrilometodějské teologické fakulty Univerzity Palackého v Olomouci.

## Rozvržení svazků ediční řady

### Řada první – úvodní svazky
- I/1. Sepulkrální památky na Moravě a ve Slezsku do roku 1420
- I/2. Sepulkrální památky na Moravě a ve Slezsku v letech 1421-1850

### Řada druhá – soupisy podle okresů
- II/1 Okres Blansko
- II/2 Brno - město
- II/3 Okres Brno - venkov
- II/4 Okresy Bruntál a Jeseník
- II/5 Okresy Břeclav a Hodonín
- II/6 Okresy Frýdek-Místek, Karviná a Ostrava
- II/7 Okres Jihlava
- II/8 Okres Kroměříž
- II/9 Okres nový Jičín
- II/10 Olomouc - město
- II/11 Olomouc - okres
- II/12 Okres Opava
- II/13 Okres Prostějov
- II/14 Okres Přerov
- II/15 Okres Přerov
- II/16 Okres Šumperk
- II/16 Okres Třebíč
- II/17 Okresy Uherské Hradiště, Vsetín a Zlín
- II/18 Okres Vyškov
- II/19 Okres Znojmo
- II/20 Okres Žďár nad Sázavou
- II/21 Dodatky a části českých okresů patřících historicky k Moravě
- II/22 Rejstříky

## Vydané svazky
Pojsl Miloslav, Sepulkrální památky na Moravě a ve Slezsku do roku 1420, Monumenta Moraviae et Silesiae sepulchralia I/1, Univerzita Palackého, Olomouc 2006, ISBN 80-244-1240-3, 303 stran.